# قالی یتیمان ارمنی

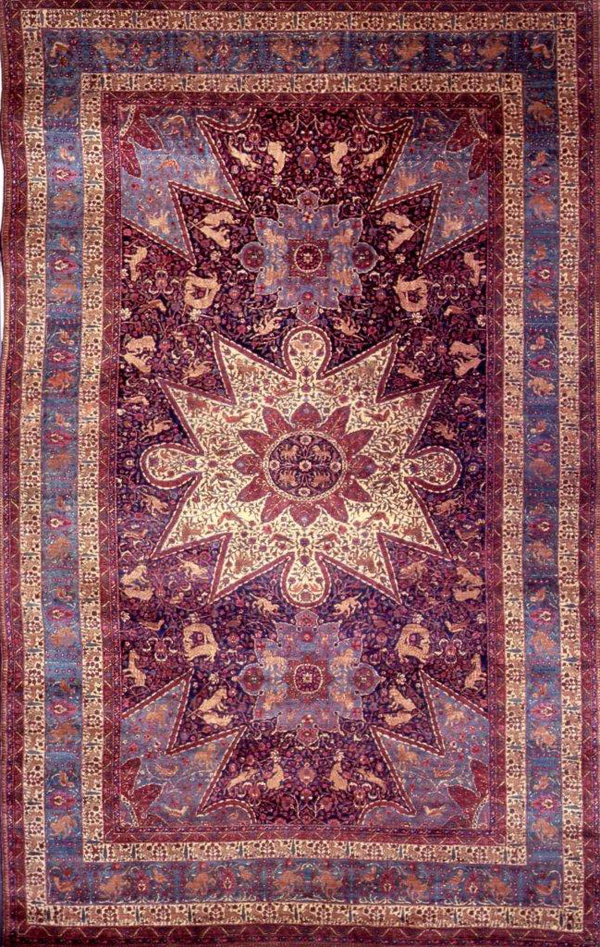
فرش یتیمان ارمنی

US President Calvin Coolidge (left) receiving the rug from John H. Finley as a gift from the Armenian orphans

قالی یتیمان ارمنی (ارمنی: Հայ որբերի գորգ های وُربری گُرگ) هم‌چنین مشهور به قالی یتیمان غزیر یک فرش ارمنی است که توسط دختران یتیم پناهجویی که از نسل‌کشی ارمنی‌ها در سال ۱۹۱۵ میلادی، جان سالم به‌در برده بودند، در روستای غزیر، لبنان بافته شد. این قالی به نشانه قدردانی از سوی بنیاد کمک‌رسانی خاور نزدیک در سال ۱۹۲۵ میلادی، به جان کالوین کولیج، سی‌امین رئیس جمهور ایالات متحده آمریکا اهدا شد.

## مشخصات قالی
چهارصد دختر نوجوان ارمنی، به تشویق یاکوپ کونتسلر، در نوبت‌های شبانه‌روزی اقدام به بافت قالی‌ای کردند که قرار بود پس از اتمام به مردم آمریکا تقدیم شود. چهارصد دختر یتیم ارمنی طی ۱۸ ماه کار مستمر ۴٬۴۰۴٬۲۶۶ بار گره بر تارهای قالی زدند تا نقش‌هایی از گل و گیاه و حیوانات خیالی باغ عدن را بر پود آن بی‌آفرینند..

## مالکیت
قالی یتیمان ارمنی در مالکیت کاخ سفید قرار دارد.